# Трёхпротокский сельсовет
Трёхпрото́кский сельсове́т — сельское поселение в Приволжском районе Астраханской области России.
Административный центр — село Три Протока.

## История
6 августа 2004 года в соответствии с Законом Астраханской области № 43/2004-ОЗ установлены границы муниципального образования, сельсовет наделен статусом сельского поселения.
Реконструкция маршрута посольства багдадского халифа в 921—922 годах по отчёту его секретаря Ахмеда ибн Фадлана выявила, что Ахмед ибн Фадлан в Среднем Поволжье не был, а конечная точка посольства и место расположение зимней ставки эмира прикаспийских болгар Алмуша это нынешнее село Три Протока у восточной окраины Астрахани.

## Население
| 2010  | 2012  | 2013  | 2014  | 2015  | 2016  | 2017  |
| ----- | ----- | ----- | ----- | ----- | ----- | ----- |
| 4116  | ↗4229 | ↗4326 | ↗4476 | ↗4684 | ↗4878 | ↗5032 |
| 2018  | 2019  | 2020  | 2021  |       |       |       |
| ↗5162 | ↗5276 | ↗5353 | ↗6340 |       |       |       |

## Состав сельского поселения
| № | Населённый пункт | Тип населённого пункта       | Население |
| - | ---------------- | ---------------------------- | --------- |
| 1 | Кулаковка        | село                         | ↗1365     |
| 2 | Новый Кутум      | посёлок                      | ↗134      |
| 3 | Поляна           | посёлок                      | ↗48       |
| 4 | Три Протока      | село, административный центр | ↗4418     |